# Primer ministre del Regne Unit
El primer ministre del Regne Unit de la Gran Bretanya i Irlanda del Nord (PMRUGBIN) (Prime Minister of the United Kingdom, en anglès; Prif Weinidogion i Deyrnas Unedig, en gal·lès; Prìomhairean na Breatainne, en gaèlic escocès) és el cap de Govern del Regne Unit. Encapçala el Govern de Sa Majestat i igual que altres primers ministres de la Commonwealth (que segueixen la forma constitucional que es diu el sistema Westminster) exercita, juntament amb els membres del seu gabinet, el poder executiu del Govern britànic. El primer ministre exercita els poders que pertanyen teòricament a Sa Majestat el Rei.
L'actual primer ministre és Keir Starmer, després que el seu partit guanyés les Eleccions al Parlament del Regne Unit de 2024. Va ser nomenat per Carles III pel càrrec el 5 de juliol de 2024.
Normalment el monarca nomena primer ministre el líder del partit polític amb major representació a la Cambra dels Comuns, en l'actualitat el Partit Laborista.

## Història
El lloc que el primer ministre desenvolupava durant el segle xviii no era un títol oficial durant aquests anys; estava associat amb el lloc oficial de First Lord of the Treasury («Primer Lord del Tresor»). La descripció de "primer ministre" es va fer servir la primera vegada quan Robert Walpole va ser nomenat "Primer Lord del Tresor" pel Rei Jordi I el 1721. Al principi, es considerava el títol com un insult, utilitzat pels seus enemics per suggerir que Walpole tenia massa poder.
El títol de "primer ministre" es va esmentar la primera vegada en un document oficial en el Tractat de Berlín de 1878, del primer ministre Benjamin Disraeli. El títol va ser reconegut oficialment a 1905. La primera persona que va ser anomenada oficialment com a primer ministre va ser Sir Henry Campbell-Bannerman. La primera referència del títol en una llei del Parlament Britànic va ser el 1917.

## Nomenament
És el monarca el que oficialment nomena el primer ministre, però està obligat tradicionalment a triar la persona que obtingui el suport majoritari de la Cambra dels Comuns (normalment el líder del partit amb una majoria d'escons en aquesta cambra). Si el primer ministre perd el suport (per l'aprovació d'una moció de censura, per exemple) la convenció l'obliga a dimitir.
El primer ministre nomena els membres del Gabinet i els altres ministres del govern.

## Poders i privilegis
No hi ha molts poders legals que pertanyen al primer ministre, els seus poders venen dels poders tradicionals del sobirà i del control d'una majoria de la Cambra dels Comuns. El primer ministre recomana al monarca el nomenament de molts oficials de l'estat Britànic, incloent-hi ministres del Govern, ambaixadors, caps de les forces armades i oficials de l'administració pública, i convencionalment el rei (o la reina) segueix sempre les recomanacions del primer ministre. El primer ministre també organitza el programa legislatiu del Parlament i el treball del Gabinet.
Tradicionalment el primer ministre viu al 10 de Downing Street, una residència a Londres que pertanyia als Primers Lords del Tresor. El salari actual del primer ministre, que també pertany al seu paper de First Lord of the Treasury, és 127.334 lliures per any; també rep 60.227 lliures anuals per ser membre del Parlament.

## Llista de primers ministres

### Sota els regnats deJordi I(1714-1727) iJordi II(1727-1760)
|    | Primer Ministre                                             | Primer Ministre      | Inici del mandat       | Fi del mandat          | Partit |
| -- | ----------------------------------------------------------- | -------------------- | ---------------------- | ---------------------- | ------ |
| 1. | Sir Robert Walpole I comte d'Orford                         | Robert Walpole       | 4 d'abril de 1721      | 11 de febrer de 1742   | Whig   |
| 2. | Spencer Compton I comte de Wilmington                       | Spencer Compton      | 16 de febrer de 1742   | 2 de juliol de 1743    | Whig   |
| 3. | Henry Pelham                                                | Henry Pelham         | 27 d'agost de 1743     | 6 de març de 1754      | Whig   |
| 4. | Thomas Pelham-Holles I duc de Newcastle (de segona creació) | Thomas Pelham-Holles | 16 de març de 1754     | 16 de novembre de 1756 | Whig   |
| 5. | William Cavendish IV duc de Devonshire                      | William Cavendish    | 16 de novembre de 1756 | 25 de juny de 1757     | Whig   |
| 6. | Thomas Pelham-Holles I duc de Newcastle                     | Thomas Pelham-Holles | 2 de juliol de 1757    | 26 de maig de 1762     | Whig   |

### Sota el regnat deJordi III(1760-1801)
|           | Primer Ministre                                                          | Primer Ministre            | Inici del mandat       | Fi del mandat          | Partit |
| --------- | ------------------------------------------------------------------------ | -------------------------- | ---------------------- | ---------------------- | ------ |
| 7. (1.)   | John Stuart III comte de Bute                                            | John Stuart                | 26 de maig de 1762     | 8 d'abril de 1763      | Tory   |
| 8. (2.)   | George Grenville                                                         | George Grenville           | 16 d'abril de 1763     | 13 de juliol de 1765   | Whig   |
| 9. (3.)   | Charles Watson-Wentworth II marquès de Rockingham                        | Charles Watson-Wentworth   | 13 de juliol de 1765   | 30 de juliol de 1766   | Whig   |
| 10. (4.)  | William Pitt, El Vell I comte de Chatham                                 | William Pitt, el Vell      | 30 de juliol de 1766   | 14 d'octubre de 1768   | Whig   |
| 11. (5.)  | Augustus FitzRoy III duc de Grafton                                      | Augustus FitzRoy           | 14 d'octubre de 1768   | 28 de gener de 1770    | Whig   |
| 12. (6.)  | Frederick North Lord North, II comte de Guilford                         | Frederick North            | 28 de gener de 1770    | 22 de març de 1782     | Tory   |
| 13. (7.)  | Charles Watson-Wentworth II marquès de Rockingham                        | Charles Watson-Wentworth   | 27 de març de 1782     | 1 de juliol de 1782    | Whig   |
| 14. (8.)  | William Petty Landsdowne I marquès de Lansdowne i II comte de Shelbourne | William Petty Landsdowne   | 4 de juliol de 1782    | 2 d'abril de 1783      | Whig   |
| 15. (9.)  | William Cavendish-Bentinck III duc de Portland                           | William Cavendish-Bentinck | 2 d'abril de 1783      | 19 de desembre de 1783 | Whig   |
| 16. (10.) | William Pitt "El Jove"                                                   | William Pitt "El jove"     | 19 de desembre de 1783 | 14 de març de 1801     | Tory   |

### Regne Unit de la Gran Bretanya i Irlanda

#### Sota el regnat deJordi III(1801-1820)
|          | Primer Ministre                                                             | Primer Ministre            | Inici del mandat     | Fi del mandat       | Partit |
| -------- | --------------------------------------------------------------------------- | -------------------------- | -------------------- | ------------------- | ------ |
| 17. (1.) | Henry Addington I vescomte de Sidmouth                                      | Henry Addington            | 17 de març de 1801   | 10 de maig de 1804  | Tory   |
| 18. (2.) | William Pitt "El Jove"                                                      | William Pitt "El jove"     | 10 de maig de 1804   | 23 de gener de 1806 | Tory   |
| 19. (3.) | William Wyndham Grenville Lord Grenville, I baró de Grenville               | William Wyndham Grenville  | 11 de febrer de 1806 | 31 de març de 1807  | Whig   |
| 20. (4.) | William Cavendish-Bentinck III duc de Portland                              | William Cavendish-Bentinck | 31 de març de 1807   | 4 d'octubre de 1809 | Tory   |
| 21. (5.) | Spencer Perceval (únic primer ministre assassinat en l'exercici del càrrec) | Spencer Perceval           | 4 d'octubre de 1809  | 11 de maig de 1812  | Tory   |
| 22. (6.) | Robert Jenkinson Lord Liverpool, II comte de Liverpool                      | Robert Jenkinson           | 8 de juny de 1812    | 9 d'abril de 1827   | Tory   |

#### Sota el regnat deJordi IV(1820-1830)
|          | Primer Ministre                                | Primer Ministre         | Inici del mandat    | Fi del mandat          | Partit |
| -------- | ---------------------------------------------- | ----------------------- | ------------------- | ---------------------- | ------ |
| 23. (1.) | George Canning                                 | George Canning          | 10 d'abril de 1827  | 8 d'agost de 1827      | Tory   |
| 24. (2.) | Frederick John Robinson I vescomte de Goderich | Frederick John Robinson | 31 d'agost de 1827  | 21 de gener de 1828    | Tory   |
| 25. (3.) | Arthur Wellesley I duc de Wellington           | Arthur Wellesley        | 22 de gener de 1828 | 16 de novembre de 1830 | Tory   |

#### Sota el regnat deGuillem IV(1830-1837)
|          | Primer Ministre                       | Primer Ministre  | Inici del mandat       | Fi del mandat          | Partit      |
| -------- | ------------------------------------- | ---------------- | ---------------------- | ---------------------- | ----------- |
| 26. (1.) | Charles Grey II comte de Grey         | Charles Grey     | 22 de novembre de 1830 | 9 de juliol de 1834    | Whig        |
| 27. (2.) | William Lamb II vescomte de Melbourne | William Lamb     | 16 de juliol de 1834   | 14 de novembre de 1834 | Whig        |
| 28. (3.) | Arthur Wellesley I duc de Wellington  | Arthur Wellesley | 14 de novembre de 1834 | 10 de desembre de 1834 | Tory        |
| 29. (4.) | Sir Robert Peel II baró de Peel       | Sir Robert Peel  | 10 de desembre de 1834 | 8 d'abril de 1835      | Conservador |
| 30. (5.) | William Lamb II vescomte de Melbourne | William Lamb     | 18 d'abril de 1835     | 30 d'agost de 1841     | Whig        |

#### Sota el regnat deVictoria I(1837-1901)
|           | Primer Ministre                                | Primer Ministre         | Inici del mandat       | Fi del mandat          | Partit      |
| --------- | ---------------------------------------------- | ----------------------- | ---------------------- | ---------------------- | ----------- |
| 31. (1.)  | Sir Robert Peel II baró de Peel                | Sir Robert Peel         | 30 d'agost de 1841     | 29 de juny de 1846     | Conservador |
| 32. (2.)  | Lord John Russell I comte de Russell           | Lord John Russell       | 30 de juny de 1846     | 21 de febrer de 1852   | Whig        |
| 33. (3.)  | Edward Smith-Stanley XIV comte de Derby        | Edward Smith-Stanley    | 23 de febrer de 1852   | 17 de desembre de 1852 | Conservador |
| 34. (4.)  | George Hamilton-Gordon IV comte d'Aberdeen     | George Hamilton-Gordon  | 19 de desembre de 1852 | 30 de gener de 1855    | Peelite     |
| 35. (5.)  | Henry John Temple III vescomte de Palmerstone  | Henry John Temple       | 6 de febrer de 1855    | 19 de febrer de 1858   | Whig        |
| 36. (6.)  | Edward Smith-Stanley XIV comte de Derby        | Edward Smith-Stanley    | 20 de febrer de 1858   | 11 de juny de 1859     | Conservador |
| 37. (7.)  | Henry John Temple III vescomte de Palmerstone  | Henry John Temple       | 12 de juny de 1859     | 18 d'octubre de 1865   | Liberal     |
| 38. (8.)  | Lord John Russell I comte de Russell           | Lord John Russell       | 29 d'octubre de 1865   | 26 de juny de 1866     | Liberal     |
| 39. (9.)  | Edward Smith-Stanley XIV comte de Derby        | Edward Smith-Stanley    | 28 de juny de 1866     | 25 de febrer de 1868   | Conservador |
| 40. (10.) | Benjamin Disraeli I comte de Beaconsfield      | Benjamin Disraeli       | 27 de febrer de 1868   | 1 de desembre de 1868  | Conservador |
| 41. (11.) | William Ewart Gladstone                        | William Ewart Gladstone | 3 de desembre de 1868  | 17 de febrer de 1874   | Liberal     |
| 42. (12.) | Benjamin Disraeli I comte de Beaconsfield      | Benjamin Disraeli       | 20 de febrer de 1874   | 21 d'abril de 1880     | Conservador |
| 43. (13.) | William Ewart Gladstone                        | William Ewart Gladstone | 23 d'abril de 1880     | 9 de juny de 1885      | Liberal     |
| 44. (14.) | Robert Gascoyne-Cecil III marquès de Salisbury | Robert Gascoyne-Cecil   | 23 de juny de 1885     | 28 de gener de 1886    | Conservador |
| 45. (15.) | William Ewart Gladstone                        | William Ewart Gladstone | 1 de febrer de 1886    | 20 de juliol de 1886   | Liberal     |
| 46. (16.) | Robert Gascoyne-Cecil III marquès de Salisbury | Robert Gascoyne-Cecil   | 25 de juliol de 1886   | 11 d'agost de 1892     | Conservador |
| 47. (17.) | William Ewart Gladstone                        | William Ewart Gladstone | 15 d'agost de 1892     | 2 de març de 1894      | Liberal     |
| 48. (18.) | Archibald Primrose V comte de Rosebery         | Archibald Primrose      | 5 de març de 1894      | 22 de juny de 1895     | Liberal     |
| 49. (19.) | Robert Gascoyne-Cecil III marquès de Salisbury | Robert Gascoyne-Cecil   | 25 de juny de 1895     | 11 de juliol de 1903   | Conservador |

#### Sota el regnat d'Eduard VII(1901-1910)
|          | Primer Ministre                                  | Primer Ministre          | Inici del mandat      | Fi del mandat         | Partit      |
| -------- | ------------------------------------------------ | ------------------------ | --------------------- | --------------------- | ----------- |
| 50. (1.) | Arthur Balfour I comte de Balfour                | Arthur Balfour           | 11 de juliol de 1903  | 5 de desembre de 1905 | Conservador |
| 51. (2.) | Henry Campbell-Bannerman                         | Henry Campbell-Bannerman | 5 de desembre de 1905 | 7 d'abril de 1908     | Liberal     |
| 52. (3.) | Herbert Henry Asquith I comte d'Oxford i Asquith | Herbert Henry Asquith    | 7 d'abril de 1908     | 7 de desembre de 1916 | Liberal     |

#### Sota el regnat deJordi V(1910-1922)
|          | Primer Ministre                                      | Primer Ministre    | Inici del mandat      | Fi del mandat        | Partit      |
| -------- | ---------------------------------------------------- | ------------------ | --------------------- | -------------------- | ----------- |
| 53. (1.) | David Lloyd George I comte de Lloyd-George de Dwyfor | David Lloyd George | 7 de desembre de 1916 | 19 d'octubre de 1922 | Liberal     |
| 54. (2.) | Andrew Bonar Law                                     | Andrew Bonar Law   | 23 d'octubre de 1922  | 20 de maig de 1923   | Conservador |

### Regne Unit de la Gran Bretanya i Irlanda del Nord

#### Sota els regnats deJordi V(1922-1936) iEduard VIII(1936)
|          | Primer Ministre                               | Primer Ministre        | Inici del mandat      | Fi del mandat         | Partit             |
| -------- | --------------------------------------------- | ---------------------- | --------------------- | --------------------- | ------------------ |
| 55. (1.) | Stanley Baldwin I comte de Baldwin de Bewdley |                        | 23 de maig de 1923    | 16 de gener de 1924   | Conservador        |
| 56. (2.) | James Ramsay MacDonald                        | James Ramsay MacDonald | 22 de gener de 1924   | 4 de novembre de 1924 | Laborista          |
| 57. (3.) | Stanley Baldwin I comte de Baldwin de Bewdley |                        | 4 de novembre de 1924 | 5 de juny de 1929     | Conservador        |
| 58. (4.) | James Ramsay MacDonald                        | James Ramsay MacDonald | 5 de juny de 1929     | 24 d'agost de 1931    | Laborista          |
| 58. (4.) | James Ramsay MacDonald                        | James Ramsay MacDonald | 24 d'agost de 1931    | 7 de juny de 1935     | Laborista Nacional |
| 59. (5.) | Stanley Baldwin I comte de Baldwin de Bewdley |                        | 7 de juny de 1935     | 28 de maig de 1937    | Conservador        |

#### Sota el regnat deJordi VI(1936-1952)
|          | Primer Ministre       | Primer Ministre       | Inici del mandat     | Fi del mandat        | Partit      |
| -------- | --------------------- | --------------------- | -------------------- | -------------------- | ----------- |
| 60. (1.) | Neville Chamberlain   | Neville Chamberlain   | 28 de maig de 1937   | 10 de maig de 1940   | Conservador |
| 61. (2.) | Sir Winston Churchill | Sir Winston Churchill | 10 de maig de 1940   | 26 de juliol de 1945 | Conservador |
| 62. (3.) | Clement Attlee        | Clement Attlee        | 26 de juliol de 1945 | 26 d'octubre de 1951 | Laborista   |
| 63. (4.) | Sir Winston Churchill | Sir Winston Churchill | 26 d'octubre de 1951 | 7 d'abril de 1955    | Conservador |

#### Sota el regnat d'Elisabet II(1952-2022)
|           | Primer Ministre                                           | Primer Ministre   | Inici del mandat       | Fi del mandat          | Partit      |
| --------- | --------------------------------------------------------- | ----------------- | ---------------------- | ---------------------- | ----------- |
| 64. (1.)  | Anthony Eden I comte d'Avon                               | Anthony Eden      | 7 d'abril de 1955      | 10 de gener de 1957    | Conservador |
| 65. (2.)  | Harold MacMillan I comte de Stockton                      | Harold MacMillan  | 10 de gener de 1957    | 19 d'octubre de 1963   | Conservador |
| 66. (3.)  | Alec Douglas-Home XIV comte de Home i baró Home de Hirsel | Alec Douglas-Home | 19 d'octubre de 1963   | 16 d'octubre de 1964   | Conservador |
| 67. (4.)  | Harold Wilson baró Wilson de Rievaux                      | Harold Wilson     | 16 d'octubre de 1964   | 19 de juny de 1970     | Laborista   |
| 68. (5.)  | Edward Heath                                              | Edward Heath      | 19 de juny de 1970     | 4 de març de 1974      | Conservador |
| 69. (6.)  | Harold Wilson baró Wilson de Rievaux                      | Harold Wilson     | 4 de març de 1974      | 5 d'abril de 1976      | Laborista   |
| 70. (7.)  | James Callaghan baró Callaghan de Cardiff                 | James Callaghan   | 5 d'abril de 1976      | 4 de maig de 1979      | Laborista   |
| 71. (8.)  | Margaret Thatcher baronessa Thatcher                      | Margaret Thatcher | 4 de maig de 1979      | 28 de novembre de 1990 | Conservador |
| 72. (9.)  | John Major                                                | John Major        | 28 de novembre de 1990 | 2 de maig de 1997      | Conservador |
| 73. (10.) | Tony Blair                                                | Tony Blair        | 2 de maig de 1997      | 27 de juny de 2007     | Laborista   |
| 74. (11.) | Gordon Brown                                              | Gordon Brown      | 27 de juny de 2007     | 11 de maig de 2010     | Laborista   |
| 75. (12.) | David Cameron                                             | David Cameron     | 11 de maig de 2010     | 13 de juliol de 2016   | Conservador |
| 76. (13.) | Theresa May                                               | Theresa May       | 13 de juliol de 2016   | 23 de juliol de 2019   | Conservador |
| 77. (14.) | Boris Johnson                                             | Boris Johnson     | 24 de juliol de 2019   | 6 de setembre de 2022  | Conservador |
| 78. (15.) | Elizabeth Truss                                           | Liz Truss         | 6 de setembre de 2022  | 25 d'octubre de 2022   | Conservador |

#### Sota el regnat deCarles III(2022-)
|          | Primer Ministre | Primer Ministre       | Inici del mandat      | Fi del mandat        | Partit      |
| -------- | --------------- | --------------------- | --------------------- | -------------------- | ----------- |
| 78. (1.) | Elizabeth Truss | Liz Truss             | 6 de setembre de 2022 | 25 d'octubre de 2022 | Conservador |
| 79. (2.) | Rishi Sunak     | Rishi Sunak           | 25 d'octubre de 2022  | 5 de juliol de 2024  | Conservador |
| 80. (3.) | Keir Starmer    | Keir Starmer Portrait | 5 de juliol de 2024   |                      | Laborista   |